# Stadtpark (stacja metra)
Stadtpark – jedna ze stacji metra w Wiedniu na Linia U4. Została otwarta 15 sierpnia 1978. 
Znajduje się w 3. dzielnicy Wiednia Landstraße, a nazwa stacji pochodzi od Stadtpark, parku miejskiego.